# Saison 33 des Simpson
Chronologie
Saison 32 Saison 34
La trente-troisième saison de la série télévisée d'animation Les Simpson est diffusée aux États-Unis entre le 26 septembre 2021 et le 22 mai 2022 sur le réseau Fox. Elle contient vingt-deux épisodes. La saison est commandée le 3 mars 2021, en même temps que la saison 34. En France, la saison est proposée en streaming depuis le 5 octobre 2022 sur la plateforme Disney+,  En Belgique, Tipik a diffusé la saison 33 du 4 juillet au 18 juillet 2023 à raison de deux épisodes par jour.
La plupart des épisodes de la saison ont un titre qui diffère entre celui présent sur la page de sélection d'épisodes de Disney+ et le carton de doublage à la fin de l'épisode. Les titres proposés en italique en plus petit sont ceux des cartons de doublage.

## Épisodes
| № | #  | Titre | Réalisation       | Scénario                  | Première diffusion                         | Code de prod. | Audience |
| --- | -- | --- | ----------------- | ------------------------- | ------------------------------------------ | ------------- | -------- |
| 707 | 1  | La Star des coulisses The Star of the Backstage | Rob Oliver        | Elisabeth Kiernan Averick | 26 septembre 2021 5 octobre 2022 (Disney+) | QABF17        | 3,48     |
| Une comédie musicale prend vie à Springfield alors que Marge organise une reprise du spectacle de son lycée bien-aimé - mais ses merveilleux souvenirs sont menacés par le retour d'une rivale du passé. Invités : Kristen Bell et Sara Chase |    | |                   |                           |                                            |               |          |
| 708 | 2  | Bart est en prison Bart en prison Bart's in Jail! | Steven Dean Moore | Nick Dahan                | 3 octobre 2021 5 octobre 2022 (Disney+)    | QABF18        | 1,48     |
| Lorsque Abraham est victime d'un escroc au téléphone, Les Simpson se lancent dans une mission de vengeance pour récupérer son argent. Invités : Alan Cumming, Scott Hanson, Grey DeLisle et Alex Hirsch |    | |                   |                           |                                            |               |          |
| 709 | 3  | Simpson Horror Show XXXII (Spécial d'Halloween XXXII) Treehouse of Horror XXXII | Matthew Faughnan  | John Frink                | 10 octobre 2021 5 octobre 2022 (Disney+)   | QABF16        | 3,94     |
| - Introduction : Barti et sa mère sont poursuivis par un chasseur, M. Burns. Après avoir couru dans une grotte, Barti découvre que sa mère n'y est jamais revenue. En revenant à travers la forêt, il rencontre M. Burns, demandant où est sa mère. - Bong Joon Ho's This Side of Parasite : Les Simpson vivent dans un sous-sol sordide, mais leur vie change lorsque Bart se fait embaucher, ainsi que sa famille, au manoir de Rainer Wolfcastle. - A Nightmare on Elm Tree : Homer décide d'abattre l'arbre dans lequel se trouve la cabane pour empêcher les enfants d'y raconter des histoires effrayantes à chaque nuit d'Halloween. Cependant, l'arbre prend vie et décide de se venger des humains. - Poetic Interlude : Vincent Price lit à Maggie un conte nommé "The Telltale Bart" qui retrace toutes les mauvaises farces de ce dernier, mois par mois. - Dead Ringer : Les enfants de l'Ecole Elementaire de Springfield découvrent que tous ceux qui regardent des vidéos TikTok mourront dans sept jours. Lisa planifie alors un moyen d'empêcher TikTok de tuer des gens... Invités : Maurice LaMarche et Tree Rollins |    | |                   |                           |                                            |               |          |
| 710 | 4  | Comment nous étions Waze or not Waze The Wayz We Were | Matthew Nastuk    | Joel H. Cohen             | 17 octobre 2021 5 octobre 2022 (Disney+)   | QABF19        | 1,51     |
| Evergreen Terrace est envahi par la circulation et Moe doit faire un choix fatal. Invité : Pamela Reed |    | |                   |                           |                                            |               |          |
| 711 | 5  | Le Ventre de Lisa La petite boule Lisa's Belly | Timothy Bailey    | Juliet Kaufman            | 24 octobre 2021 5 octobre 2022 (Disney+)   | QABF20        | 1,83     |
| Après une balade sur un toboggan aquatique abandonné, Lisa et Bart souffrent de la diarrhée et du vomissage et doivent prendre des stéroïdes comme remède. Quatre semaines plus tard, quand l'année scolaire commence, ils ont grossi, victimes des effets secondaires. Quand Marge l'appelle « dodue » (chunky à la VO), Lisa devient vexée ... Invité : Renee Ridgeley |    | |                   |                           |                                            |               |          |
| 712 | 6  | Un sérieux Flanders (Partie 1) Sérieux, Flanders ? (Partie 1) A Serious Flanders (Part 1)                                                                                            | Debbie Mahan      | Cesar Mazariegos          | 7 novembre 2021 5 octobre 2022 (Disney+)   | QABF21        | 3,47     |
| Lorsqu'un impitoyable collectionneur de dettes vient à Springfield, la vie d' Homer et de Ned est aspirée dans le monde artistiquement violent de la télévision de prestige. " Invités : Timothy Olyphant, Cristin Milioti et Brian Cox |    | |                   |                           |                                            |               |          |
| 713 | 7  | Un sérieux Flanders (Partie 2) Sérieux, Flanders ? (Partie 2) A Serious Flanders (Part 2)                                                                                            | Matthew Faughnan  | Cesar Mazariegos          | 14 novembre 2021 5 octobre 2022 (Disney+)  | QABF22        | 1,66     |
| Les choses vont de mal en pis pour Ned et Homer dans la conclusion époustouflante de ce thriller policier de prestige "Simpflix". Invités : Timothy Olyphant, Cristin Milioti et Brian Cox |    | |                   |                           |                                            |               |          |
| 714 | 8  | Portrait du jeune homme en feu Smithers amoureux Portrait of a Lackey on Fire | Steven Dean Moore | Rob et Johnny LaZebnik    | 21 novembre 2021 5 octobre 2022 (Disney+)  | UABF01        | 3,97     |
| Smithers trouve le grand amour avec un célèbre créateur de mode, mais sa nouvelle relation va-t-elle détruire Springfield ? Invités : Victor Garber, Christine Baranski et Christian Siriano |    | |                   |                           |                                            |               |          |
| 715 | 9  | Les Mères et les Autres Étrangers Ma mère, cette étrangère Portrait of a Lackey on FireMothers and Other Strangers                                                                   | Rob Oliver        | Al Jean                   | 28 novembre 2021 5 octobre 2022 (Disney+)  | UABF02        | 3,67     |
| Dans un flashback, Homer part en voyage avec son père pour retrouver sa mère. Invités : Glenn Close, et Rachel Bloom |    | |                   |                           |                                            |               |          |
| 716 | 10 | Maggie et les Gangsters Un Parrain pour Maggie A Made Maggie | Timothy Bailey    | Elisabeth Kiernan Averick | 19 décembre 2021 5 octobre 2022 (Disney+)  | UABF03        | 3,90     |
| Marge décide de baptiser Maggie, et envoie alors Homer lui trouver un parrain approprié. Après que Gros Tony a sauvé la vie d'Homer et de Maggie, Homer et Marge acceptent à contrecœur de laisser la mafia être le parrain de leur bébé. Mais plus Gros Tony se lie avec Maggie et l'attire dans son monde, plus ses vrais parents s'inquiètent. Invité : Joe Mantegna |    | |                   |                           |                                            |               |          |
| 717 | 11 | Une Marge interminable Mi-temps à Springfield The Longest Marge | Matthew Nastuk    | Brian Kelley              | 2 janvier 2022 5 octobre 2022 (Disney+)    | UABF05        | 2,02     |
| Marge et M. Burns se battent pour l'âme d'un jeune prodige du football. Invités : Beck Bennett, Adam Schefter, John Mulaney |    | |                   |                           |                                            |               |          |
| 718 | 12 | Seuls et tous pixélisés Pixelisés & Terrifiés Pixelated and Afraid | Chris Clements    | John Frink                | 27 février 2022 5 octobre 2022 (Disney+)   | UABF04        | 1.41     |
| Quand Homer et Marge sont perdus dans un désert glacé, ils doivent repousser leurs limites pour survivre. |    | |                   |                           |                                            |               |          |
| 719 | 13 | Les Hauteurs de l'horreur La Marche des Mauvais Garçons Boyz N the Highlands | Bob Anderson      | Dan Vebber                | 6 mars 2022 5 octobre 2022 (Disney+)       | UABF06        | 1.53     |
| Bart, Martin et les brutes courent pour sauver leur vie lorsqu'un week-end en pleine nature prend une tournure sombre. |    | |                   |                           |                                            |               |          |
| 720 | 14 | Vous ne devinez pas de quoi parle cet épisode - L'acte trois vous choquera Vous n'en croirez pas vos yeux ! You Won't Believe What This Episode Is About - Act Three Will Shock You! | Jennifer Moeller  | Christine Nangle          | 13 mars 2022 5 octobre 2022 (Disney+)      | UABF07        | 1.14     |
| Quand on reproche à Homer de quitter Petit Papa Nöel enfermé dans une voiture chaude, les images de l'incident deviennent virales, surpassant tout Springfield et faisant d'Homer un paria. Invités : Kumail Nanjiani et Jay Pharoah |    | |                   |                           |                                            |               |          |
| 721 | 15 | Bart le gamin cool Trop cool pour toi Bart the Cool Kid | Steven Dean Moore | Ryan Koh                  | 20 mars 2022 5 octobre 2022 (Disney+)      | UABF08        | 1.04     |
| Quand Bart se lie d’amitié avec un célèbre influenceur qui possède une marque de skate ultra cool, Homer mène une rébellion de pères perdants contre eux. Invités : Michael Rapaport, et The Weeknd |    | |                   |                           |                                            |               |          |
| 722 | 16 | Pieuse Menteuse Pas idiots, les péquenots Pretty Whittle Liar | Michael Polcino   | Joel H. Cohen             | 27 mars 2022 5 octobre 2022 (Disney+)      | UABF09        | 1,10     |
| Cletus découvre que sa femme Brandine cache un amour secret ... l’apprentissage. |    | |                   |                           |                                            |               |          |
| 723 | 17 | La Musique de Gingivite La Voix de son père The Sound of Bleeding Gums | Chris Clements    | Loni Steele Sosthand      | 10 avril 2022 5 octobre 2022 (Disney+)     | UABF10        | 0.95     |
| Lisa rencontre le fils du regretté musicien Murphy Gencives Sanglantes et tente d’améliorer sa vie. Invité : John Autry II |    | |                   |                           |                                            |               |          |
| 724 | 18 | Mon poulpe et un professeur La Sagesse et la pieuvre My Octopus and a Teacher | Rob Oliver        | Carolyn Omine             | 24 avril 2022 5 octobre 2022 (Disney+)     | UABF11        | 0.97     |
| Bart n’arrive pas contrôler ses sentiments. Pendant ce temps, Lisa se lie d'amitié avec une pieuvre. Invité : Kerry Washington |    | |                   |                           |                                            |               |          |
| 725 | 19 | Les filles veulent s'amuser Une fille comme Shauna Girls Just Shauna Have Fun | Matthew Nastuk    | Jeff Westbrook            | 1 mai 2022 5 octobre 2022 (Disney+)        | UABF12        | 1.03     |
| Lisa rejoint une fanfare. Pendant ce temps, Homer devient un brasseur de bière artisanale. |    | |                   |                           |                                            |               |          |
| 726 | 20 | Marge la brute La méchante Marge Marge the Meanie | Timothy Bailey    | Megan Amram               | 8 mai 2022 5 octobre 2022 (Disney+)        | UABF15        | 0.85     |
| Marge est calomniée en public par une ancienne directrice de collège, elle révèle à sa famille qu'elle était secrètement une farceuse pendant ses années de collège. Pendant ce temps, Homer cherche à trouver un terrain d'entente avec Lisa. |    | |                   |                           |                                            |               |          |
| 727 | 21 | Viande = Meurtre Dites non à la viande Meat Is Murder | Bob Anderson      | Michael Price             | 15 mai 2022 5 octobre 2022 (Disney+)       | UABF13        | 1,00     |
| Lorsque le milliardaire Augustus "Gus" Redfield achète la société mère de Krusty, après que Krusty a volé son entreprise de hamburgers, il demande à son ancien associé Abraham de le rejoindre dans son conseil d’administration. Invités : Nicholas Braun, Charli D'Amelio, Seth Green, John Lithgow, Edi Patterson, Krysten Ritter, Paul F. Tompkins |    | |                   |                           |                                            |               |          |
| 728 | 22 | Rock à la maison des pauvres Le rock du pauvre Poorhouse Rock | Jennifer Moeller  | Tim Long                  | 22 mai 2022 5 octobre 2022 (Disney+)       | UABF14        | 0.93     |
| Bart fait une présentation gênante de son père à l’église, Marge encourage à Homer de le ramener à la centrale avec lui pour lui montrer qu'il est un bon employé. lorsqu'il rencontre un concierge magique sans nom explique à Bart que le salaire de la classe moyenne d'Homer ne permet plus de subvenir aux besoins de la famille de manière réaliste. Invités : Hugh Jackman, Megan Mullally, Robert Reich |    | |                   |                           |                                            |               |          |